# Szczodraki
Szczodraki – okolicznościowe i obrzędowe pieczywo świąteczne w formie rogalików z terenu Lubelszczyzny.
Pieczywo ma formę drożdżowych rogalików (obwarzanków) z dodatkiem buraka cukrowego. Wypiekane było głównie w okresie Bożego Narodzenia i stanowiło tradycyjny dar dla kolędników (jedną z form kolędowania było w tym regionie tzw. szczodrowanie).  Pieczono je z ciasta w kształcie uszka od haftki albo w kształcie ósemki otwartej od góry, co opisał Hieronim Łopaciński w 1902. Spożywanie szczodraków związane było z ideą zaklinania urodzaju i zapewnienia sobie dobrej przyszłości.
Dawniej mianem szczodraka zwano, jak pisał Stefan Vrtel-Wierczyński, „chleb, rogal dawany w podarunku w szczodry dzień”.